# جبال سينتينيل
جبال سينتينيل (بالإنجليزية:  Sentinel)‏ سلسلة جبلية تقع شمال نهر مينيسوتا الجليدي وتشكل النصف الشمالي من جبال إلسورث في القارة القطبية الجنوبية . تمتد على المحور الشمالي-الشمالي الغربي إلى المحور الجنوبي- الجنوبي الشرقي بطول يبلغ حوالي 185 كيلومتر (115 ميل) وعرض نحو 24 -48  كم (15 إلى 30 ميل) . تبرز العديد من الجبال في هذه السلسلة، ويبلغ ارتفاع بعضها فوق 4,000 متر (13,100 قدم). وأعلى جبل فيها هو جبل فينسون ماسيف (4,892 م) الذي يقع في الجزء الجنوبي من السلسلة، وهو أيضا أعلى جبل في القارة القطبية الجنوبية وأحد القمم السبعة في العالم .
تتألف سلسلة جبال سينتينيل من عدد من القمم الجبلية (التي تضم جبل فينسون ماسيف في الجزء الجنوبي) وعدد من المرتفعات والتلال والجبال البارزة على جانبها الشرقي ، بما في ذلك (من الجنوب إلى الشمال) مرتفعات : بيتفار، دوريان، فيريجافا، فلورز، سوليفان، بارنز، ماجلينيك، بروبودا، بانجي سوسترا، وجرومشن. يفصلها عن سلسلة جبال باستيان من جهة الجنوب الغربي نهر نيميتز الجليدي ، ويفصلها عن سلسلة جبال هيرتيج من جهة الجنوب نهر مينيسوتا الجليدي السفلي.
شوهدت السلسلة لأول مرة وتم تصويرها من الجو في 23 نوفمبر 1935 ، من قبل لينكولن إلسورث الذي أطلق عليها هذا الاسم (الذي يعني الحارس) بسبب موقعها كمعلم بارز في القارة القطبية الجنوبية . وفي عام 1958 تم إجراء مسح جزئي للسلسلة من قبل المستكشف الأمريكي تشارلز ر.بنتلي الذي يعتبر أول شخص يزور المنطقة.
قامت وكالة المسح الجيولوجي الأمريكي لاحقًا برسم السلسلة الجبلية على الخريطة باستخدام التصوير الجوي الذي التقطته البحرية الأمريكية عام 1958-1961.

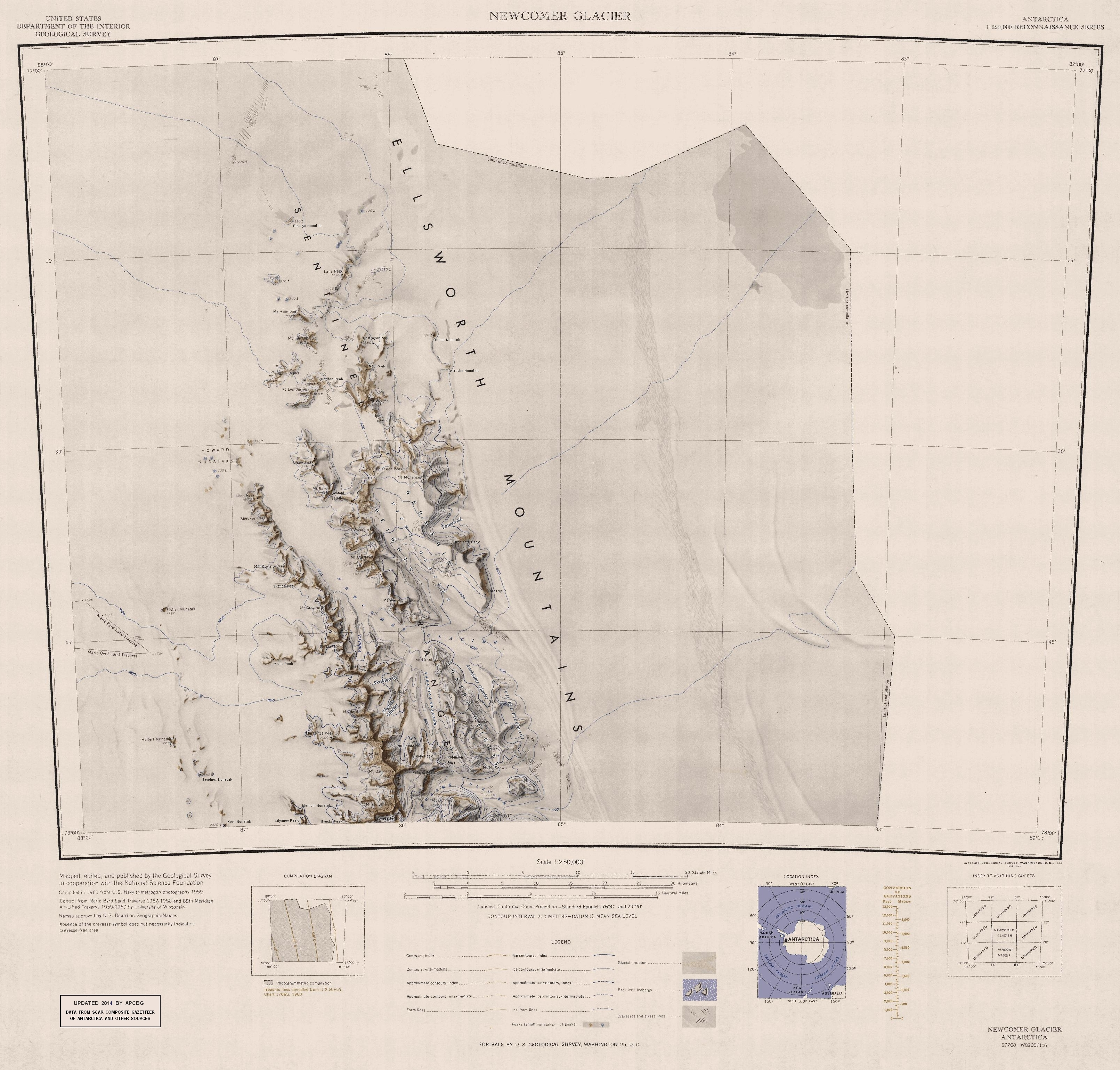
سلسلة جبال سينتينيل الشمالية ، وكالة المسح الجيولوجي الأمريكي
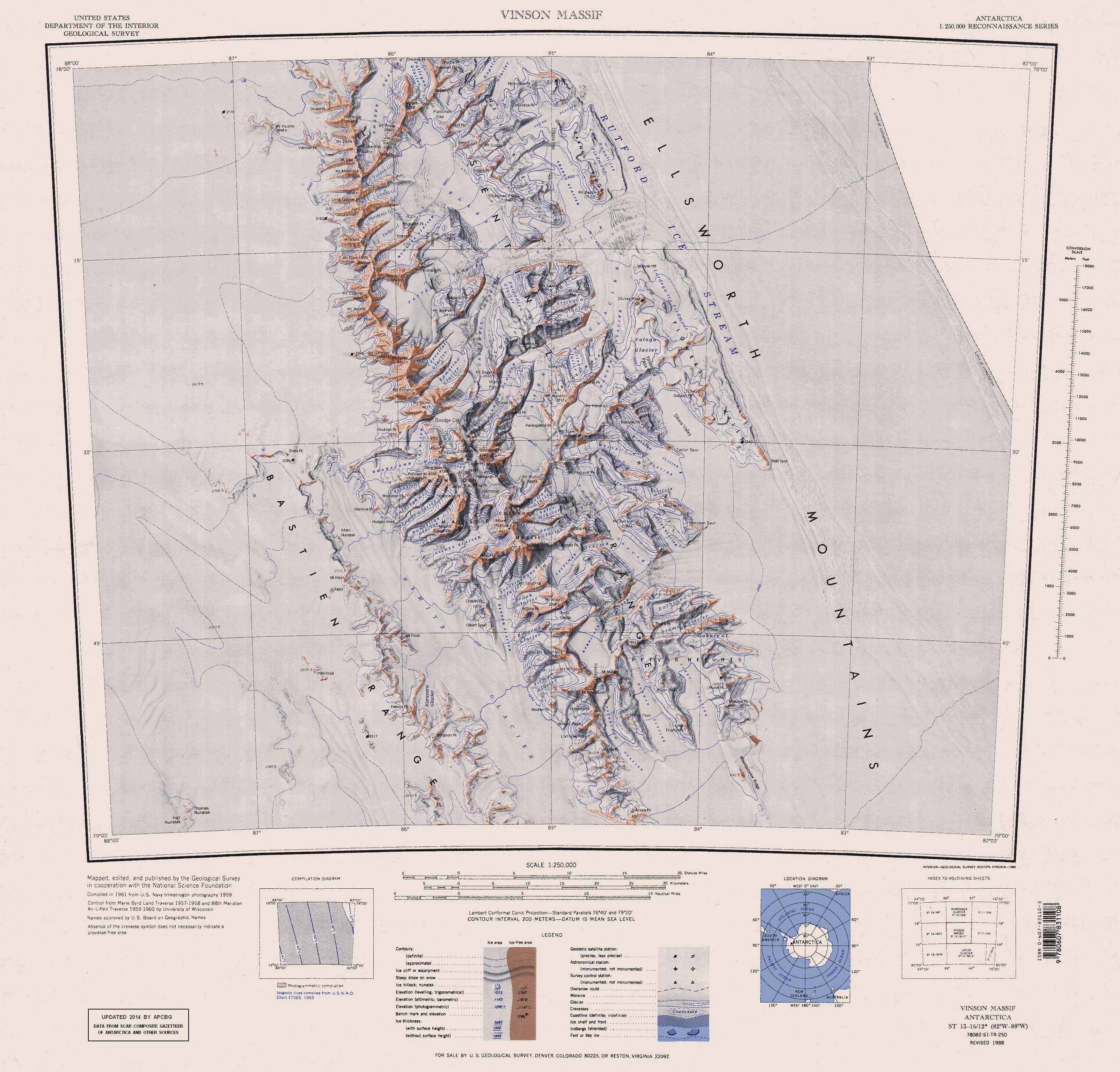
سلسلة جبال سينتينيل الوسطى والجنوبية ، وكالة المسح الجيولوجي الأمريكي